# Краус, Герберт (юрист)
Герберт Краус (2 января 1884 — 15 марта 1965) — немецкий профессор международного публичного права, первый директор Института международного права в Геттингенском университете. Из-за высказанной им критики нацизма профессор был вынужден уйти в отставку в период с 1937 по 1945 год.

## Ранние годы и образование (1884—1928)
Герберт Краус родился в Ростоке. Он изучал право с 1904 по 1908 год в Гейдельберге, Лейпциге и Берлине. В 1908 году защитил кандидатскую диссертацию, а затем в 1911 году сдал в Саксонии государственный юридический экзамен второго уровня (дававший право на адвокатскую практику в Германии).
Во время последующей работы в Колумбийском университете и Гарвардском университете он закончил свою докторскую диссертацию и получил высшую академическую квалификацию с темой «Доктрина Монро и ее взаимосвязь с американской дипломатией и международным публичным правом» («Die Monroedoktrin унд Ihre Beziehung цур Amerikanischen Diplomatie унд Цум Völkerrecht»). Он провел зимний семестр 1913/1914 в Париже в Сорбонне и получил докторскую степень летом 1914 года в Лейпцигском университете.
Во время Первой мировой войны Краус служил в немецкой гражданской администрации в Бельгии. С 1917 по 1919 год работал в отделе по правовым вопросам Министерства иностранных дел Германии (Auswärtiges Amt). Принимал участие в переговорах по Брест-Литовскому мирному договору и Версальскому договору.

## Академическая карьера (1928—1937)
В 1919 году он становится приват-доцентом в Лейпциге. 1920 он стал приглашенным профессором, а в 1923-м — штатным профессором в Кенигсбергском университете, где он преподавал конституционное право и международное право. Летом 1927 года он читал курс международного права в Гаагской академии международного права (снова он был приглашен туда в 1934 году). В качестве одного из первых немецких профессоров его пригласили преподавать в летних школах в Чикаго и Филадельфии.
В 1928 году он был приглашен на кафедру общего международного права в Геттингенском университете. В 1930 году он основал в этом университете Институт международного права. Там, в частности, он был научным руководителем Адама фон Тротта цу Зольца, участвовавшего в заговоре 20 июля.

## Принудительная отставка (1937—1945)
После того, как нацисты захватили власть, Краусу как известному критику нацизма пришлось столкнуться с противодействием со стороны новых властей. Критику нацистской внешней политики он высказал в 1934 году в работе под названием «Кризис межгосударственной мысли» («Die Krise des zwischenstaatlichen Denkens»). В ней он указал на необходимость соблюдения неких обязательных минимальных моральных норм. Критикуя Версальский мирный договор и его унизительные условия для Германии, он тем не менее не считал верной модель возрождения страны, предложенную Гитлером, и вообще назвал его «дураком». «Любой, кто сегодня провозглашает тысячелетнюю империю, проявляет себя как глупец; государственный деятель, который неправильно использует фактор времени в своих расчетах, в корне неверно оценивает свою задачу и становится неверным своей клятве», -- написал он.
В нескольких последующих статьях он также подверг критике «коронованного юриста Третьего рейха» Карла Шмитта и его понимание международного права. После 4 лет противостояния Краус к 1937 году был удален со всех постов и был вынужден был уйти в отставку. Его статьи также были запрещены к публикации.
Краус переехал в Дрезден, где выполнил в 1937—1938 годах некоторые работы по заказу Колумбийского университета. Впоследствии он работал над учебником по международному праву и книгой о Георге Фридрихе фон Мартенсе, но рукописи этих работ были уничтожены в результате варварской бомбардировки Дрездена в феврале 1945 года.

## Послевоенный период (1945—1965)
В 1945 году Краус был восстановлен в должности профессора в Геттингенском университете.
Тем не менее, он не вернулся в Геттинген до 1947 года, потому что выступал защитником бывшего президента Рейхсбанка Ялмара Шахта на Нюрнбергском процессе.
Вернувшись в Геттинген, он работал над восстановлением Института международного права и вопросами, касающимися статуса бывших восточных территорий Германии в соответствии с международным правом.
Он был одним из основателей Гёттингенской рабочей группы восточногерманских учёных (Göttinger Arbeitskreis), созданной в 1948 году, и возглавил её в 1951 году.
Он был председателем консультативной группы Федерального правительства Германии по Парижскому договору (1951).
Краус вышел на пенсию в 1953 году. В 1964 году он был награжден Большим крестом ордена «За заслуги перед Федеративной республикой Германии».
Краус скончался в Геттингене в 1965 году.

## Частная жизнь
Был женат на американском скульпторе Катарине Хобсон-Краус (род. 1889). Она покинула Германию в 1935 году, пара развелась в 1939 году.

## Работы (выдержка)
- Die Monroedoktrin und ihre Beziehung zur Amerikanischen Diplomatie und zum Völkerrecht, Берлин, 1913 г. (на немецком)
- Interesse und zwischenstaatliche Ordnung, NZIR, Bd. 49, 1934, с. 22-65. (на немецком)
- Карл Шмитт, Nationalsozialismus und Völkerrecht, NZIR, Bd. 50, 1935, с. 151—161. (на немецком)
- Internationale Gegenwartsfragen — Völkerrecht, Staatsethik, internationale Politik, Вюрцбург, 1963. (на немецком)

## Внешние ссылки
- История, Институт международного права, Геттингенский университет:  (in German)